# Orkney Venus

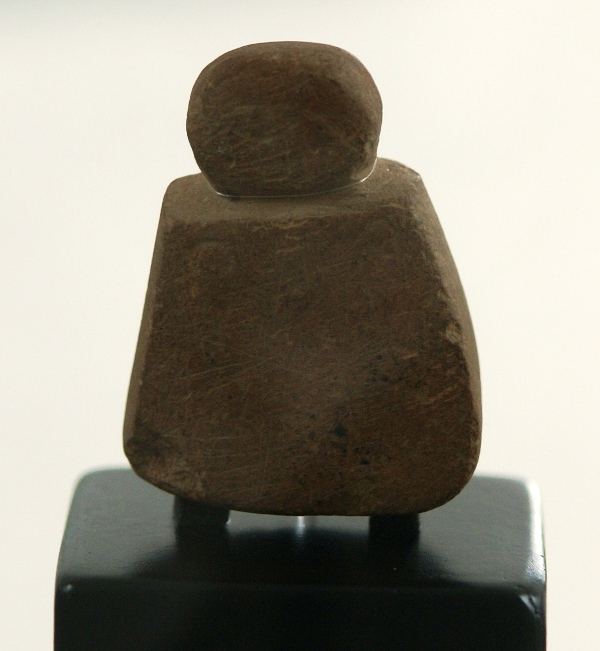
Orkney Venus

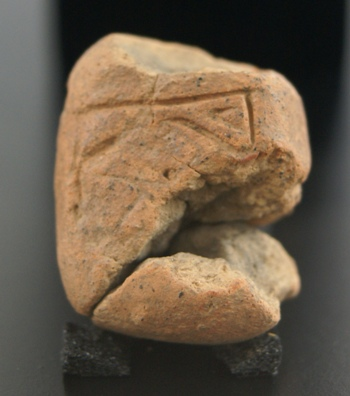
Den andra figurinen

Orkney Venus är en kvinnoavbildande figurin från neolitikum som upptäckts på en av Orkneyöarna i Skottland.
Orkney Venus är 4,1 centimeter hög, 3,1 centimeter bred och 1,2 centimeter tjock. Den är tillverkad i sandsten. Den 5 000 år gamla figurinen upptäcktes under utgrävningar av en byggnad på fyndplatsen Link of Noltland på ön Westray sommaren 2009.
År 2010 gjordes ett andra fynd av en kvinnofigurin på samma fyndplats. Denna är gjord av lera och är av samma storlek, dock utan huvud.